# Bart's Girlfriend
"Bart's Girlfriend" är avsnitt sju från säsong sex av Simpsons och sändes på Fox den 6 november 1994. I avsnittet blir Bart Simpson kär i pastorns dotter, Jessica Lovejoy. Det visar sig snart att Jessica inte är så snäll som hon ser ut att vara och när hon stjäl kollekten under gudstjänsten blir Bart anklagad för stölden. Avsnittet skrevs av Jonathan Collier och regisserades av Susie Dietter, idén till avsnittet kom från David Mirkin. Meryl Streep gästskådespelar i avsnittet som Jessica Lovejoy.

## Handling
Det är söndag och familjen Simpson besöker kyrkan. Under högmässan blir Bart Simpson kär i pastor Lovejoys dotter, Jessica. Efter mässan försöker Bart prata med Jessica men hon ignorerar honom. Bart börjar därför i söndagsskolan för att få henne att bli intresserad av honom, men hon fortsätter att ignorera honom. Efter söndagsskolan går Bart till parken, där han lyckas få vaktmästare Willie att visa vad han har under kilten inför publik. Som straff för det ger rektor Skinner honom kvarsittning. Jessica har följt efter Bart till parken och sett vad som hänt och börjar prata med Bart och bjuder hem honom på middag. Middagen går inte så bra för Bart och han blir utkastad av föräldrarna. Jessica följer efter Bart och hon berättar för Bart att hon gillar honom. Bart och Jessica börjar därefter ha kul tillsammans och han upptäcker att hon inte är så snäll som man tror.
Bart börjar snart tycka att Jessica är för elak och under nästa gudstjänst berättar han för henne att hon måste ändra sin livsstil. Hon bestämmer sig för att göra det och stjäl då kollekten, eftersom det kostar att starta ett nytt liv. Då kollekten sedan samlas in är den tom och eftersom Bart är den sista som fick kollekten anklagas han för stölden. Bart börjar blir hatad av alla i Springfield, så han bestämmer sig för att besöka Jessica för att få henne att erkänna stölden, men hon vägrar.
Bart berättar sanningen för Lisa och hon bestämmer sig för att rentvå Bart.
Under nästa gudstjänst berättar Lisa sanningen om kollekten och stadens invånare bestämmer sig därför att söka igenom Jessicas sovrum och de hittar kollekten där. Bart blir rentvådd och Jessica får som straff börja skrubba trappan utanför kyrkan. Bart går och hälsar på Jessica för att få reda på vad hon lärt sig. Hon berättar att hon lärt sig att hon kan få pojkar att göra vad hon vill. Hon får då Bart att börja skrubba trappan åt henne, medan hon sticker iväg med en annan pojke på en moped. Bart berättar för sig själv att hon kommer att bli förvånad då hon sett vilket dåligt jobb han gjort medan han fortsätter att skrubba trappan.

## Produktion
"Bart's Girlfriend" skrevs av Jonathan Collier och regisserades av Susie Dietter. David Mirkin, kom med idén till avsnittet, han ville att Bart skulle få en flickvän som var mer elak än han. Collier fick uppdraget att skriva manuset och han tog hjälp av James L. Brooks i sitt arbete. Matt Groening, anser att Jessica Lovejoy är svår att designa då den ska likna en vanlig karaktär i Simpsons men vara attraktiv. Jessica fick bli pastorns dotter eftersom man då kunde få intrycket av att hon var en duktig flicka i början men sedan visade sig vara elak.
Meryl Streep togs in som gästskådespelare för att göra Jessicas röst, Nancy Cartwright spelade in sina röster som Bart tillsammans med Streep. Streep ville göra fler inspelningar av sina repliker än var producenterna tyckte var nödvändigt. Under inspelningen funderade Cartwright på om hon skulle ta Streeps autograf, men hon bestämde sig för att inte fråga. Efter inspelningen frågade dock Streep Cartwright om hon kunde få hennes autograf till sina barn som är stora fans av Simpsons.

## Kulturella referenser
I början av avsnittet jagar föräldrarna sina barn innan de ska till kyrkan. Den scenen är en referens till Apornas planet. När Bart går hem efter blivit bjuden till middag hos Lovejoy är scenen en referens till Staying Alive, iden kom från Jace Richdale. När Homer beskriver sina känslor inför Barts första dejt sjunger han "Sunrise, Sunset", "Cat's in the Cradle" och "Yes, We Have No Bananas". Idén att Homer därefter börja gråta för de hade inga bananer är en referens till att rättigheterna till sångerna var dyra. Efter att Bart "stal" kollekten fick han använda en tvångströja i kyrkan. Scenen är en referens från När lammen tystnar. "Misirlou" spelas i bakgrunden då Bart och Jessica är ute och leker.  Familjen Lovejoy har i sitt hem målningen Nattvarden för att påminna tittarna att de är djupt religiösa. Temat för högmäsan i kyrkan är "Onda Kvinnor i historien, från Jisebel till Janet Reno.

## Mottagande
Bart's Girlfriend sändes på Fox den 6 november 1994. och finns med i videoutgåvan, The Simpsons – Love, Springfield Style.  Avsnittet hamnade under veckan på plats 53 över mest sedda program med en Nielsen ratings på 9.6. Avsnittet var det tredje mest sedda på Fox under veckan. Warren Martyn och Adrian Wood har i I Can't Believe It's a Bigger and Better Updated Unofficial Simpsons Guide skrivit att det är synd om Bart som blir kär i en tjej som inte visar sig vara den han trodde, de gillar mest scenen då Bart lämnar kyrkan genom att hoppa ut genom ett öppet fönster. Colin Jacobson har i DVD Movie Guide skrivit att de är ett av få avsnittet som man ser Bart som den goda. Avsnittet påminner lite om "New Kid on the Block", där hans kärlek dock blev obesvarad.
I TV Squad har Adam Finley skrivit att i avsnittet har Homer och Marge mindre roller och den har mer fokus på Bart och Lisa, han anser att deras syskonkärlek alltid är en trevlig del av showen och när Lisa rentvår Bart är det rörande. Under 2008 ansåg Entertainment Weekly att Meryl Streep var en av de 16 bästa gästskådespelarna i serien.  I Total Film har Nathan Ditum skrivit att Streep är den femte bästa gästskådespelaren. David Mirkin har sagt till Daily News of Los Angeles att tillsammans med "Homer the Great" är "Bart's Girlfriend" de bästa från säsongen. Nancy Cartwright har sagt till Chicago Tribune att avsnittet är tillsammans med "Lisa's Substitute" hennes två favoriter.